# Gonorthus
Gonorthus là một chi bướm đêm thuộc họ Geometridae.